# Grote lisdodde
De grote lisdodde (Typha latifolia) is een plant uit de lisdoddefamilie (Typhaceae). Het is een tot ruim 2 m hoge plant van voedselrijke oevers met lange grote bladeren, en een karakteristieke bruine 'sigaar' aan het uiteinde van zijn stengels. De plant bloeit in juni en juli met de mannelijke aar meestal direct boven de vrouwelijke lichtbruine aar, waaraan de bloemen zitten. Bij rijpheid zijn de vrouwelijke aren zwartachtig bruin; de sigaren. Bij de kleine lisdodde (Typha angustifolia) zijn de rijpe sigaren geelachtig tot groenachtig van kleur.
De lisdodde staat op de  Nederlandse Rode Lijst van planten als  algemeen voorkomend en stabiel of toegenomen. 

## Verspreiding
De grote lisdodde is een zeer algemene plant en komt voor aan waterkanten in zeer voedselrijke omstandigheden en in zure, voedselrijk wordende vennen en plassen. De plant komt niet voor aan grote open wateren.
De plant kan zich onder gunstige omstandigheden door middel van zijn wortelstokken snel verspreiden en speelt vaak een belangrijke rol bij het verlanden van ondiep water. De grote lisdodde staat niet op de lijst van wettelijk beschermde planten in Nederland of de lijst van wettelijk beschermde planten in België.

## Gebruik
De gedroogde rijpe bloeiwijze wordt door kinderen wel aangestoken en gebruikt als 'stinksigaar'. De pluis uit de rijpe bloeiwijze is heel handig bij het aanmaken van vuur.
De grote lisdodde groeit op allerlei plaatsen. De plant neemt vervuiling uit het water op. Het eten ervan wordt vermeden indien de smaak bitter, zuur of pittig is.
Eetbare delen van de grote lisdodde:
- De witte binnenkant van de jonge scheuten
- Het stuifmeel van de lisdoddebloem is bruikbaar als meel (bloem) voor het bakken van een koek
- In het voorjaar kunnen de jonge knoppen gegeten worden
- De wortels kunnen gekookt, gebakken of gedroogd en tot meel vermalen worden.
- De zaden van de vrucht kunnen worden gedroogd of geroosterd.